# Novozlatopil, Rozivka
Novozlatopil (în ucraineană Новозлатопіль) este localitatea de reședință a comunei Proletarske din raionul Rozivka, regiunea Zaporijjea, Ucraina.

## Demografie
Componența lingvistică a localității Novozlatopil
     Ucraineană (84,04%)
     Rusă (15,61%)
     Alte limbi (0,36%)
Conform recensământului din 2001, majoritatea populației localității Novozlatopil era vorbitoare de ucraineană (84,04%), existând în minoritate și vorbitori de rusă (15,61%).